# Île d'Arz
Cet article court présente un sujet plus développé dans : Île-d'Arz.
L'île d'Arz [ildaʁ] est une île bretonne située dans le golfe du Morbihan au large de Vannes, dans le département du Morbihan, dans la région Bretagne. Elle constitue l'une des huit îles et îlots de la  commune appelée Île-d'Arz.